# Bourg-Blanc
Bourg-Blanc [buʁ blɑ̃] (en breton : Ar Vourc'h-Wenn) est une commune française du département du Finistère et de la région Bretagne.

## Géographie
Les altitudes au sein du finage communal vont de 25 mètres à 98 mètres, le bourg étant vers 65 mètres d'altitude. Le bourg est arrosé par le ruisseau de Bourg-Blanc, affluent de l'Aber Benoît. L'agriculture a longtemps été l'activité dominante et reste importante avec une cinquantaine d'exploitations spécialisées dans l'élevage bovin, porcin et la production légumière (Ceinture dorée bretonne).
Toutefois la commune a connu depuis une vingtaine d'années un essor des activités artisanales et industrielles et de nombreux migrants pendulaires ayant le plus souvent leur travail à Brest sont venus s'y installer ces dernières années.

### Communes limitrophes
| Coat-Méal          |             | Plouvien  |
|                    | Bourg-Blanc | Plabennec |
| Milizac-Guipronvel | Brest       | Gouesnou  |

### Lacs de Bourg-Blanc
Bourg-Blanc possède plusieurs lacs de création assez récente : entre 1960 et 1975, la COMIREN (Compagnie Minière Renanaise) creusa les prairies des vallées pour y rechercher le minerai d'étain (cassitérite) se trouvant dans les alluvions des lits majeurs des cours d'eau locaux. Ces lacs constituent désormais des réserves de pêche et des lieux de détente et de promenade ; c'est en particulier le cas du lac communal de Breignou.

### Hydrographie
Pour un article plus général, voir Réseau hydrographique du Finistère.
La commune est située dans le bassin Loire-Bretagne. Elle est drainée par l'aber bénouic et divers autres petits cours d'eau,.

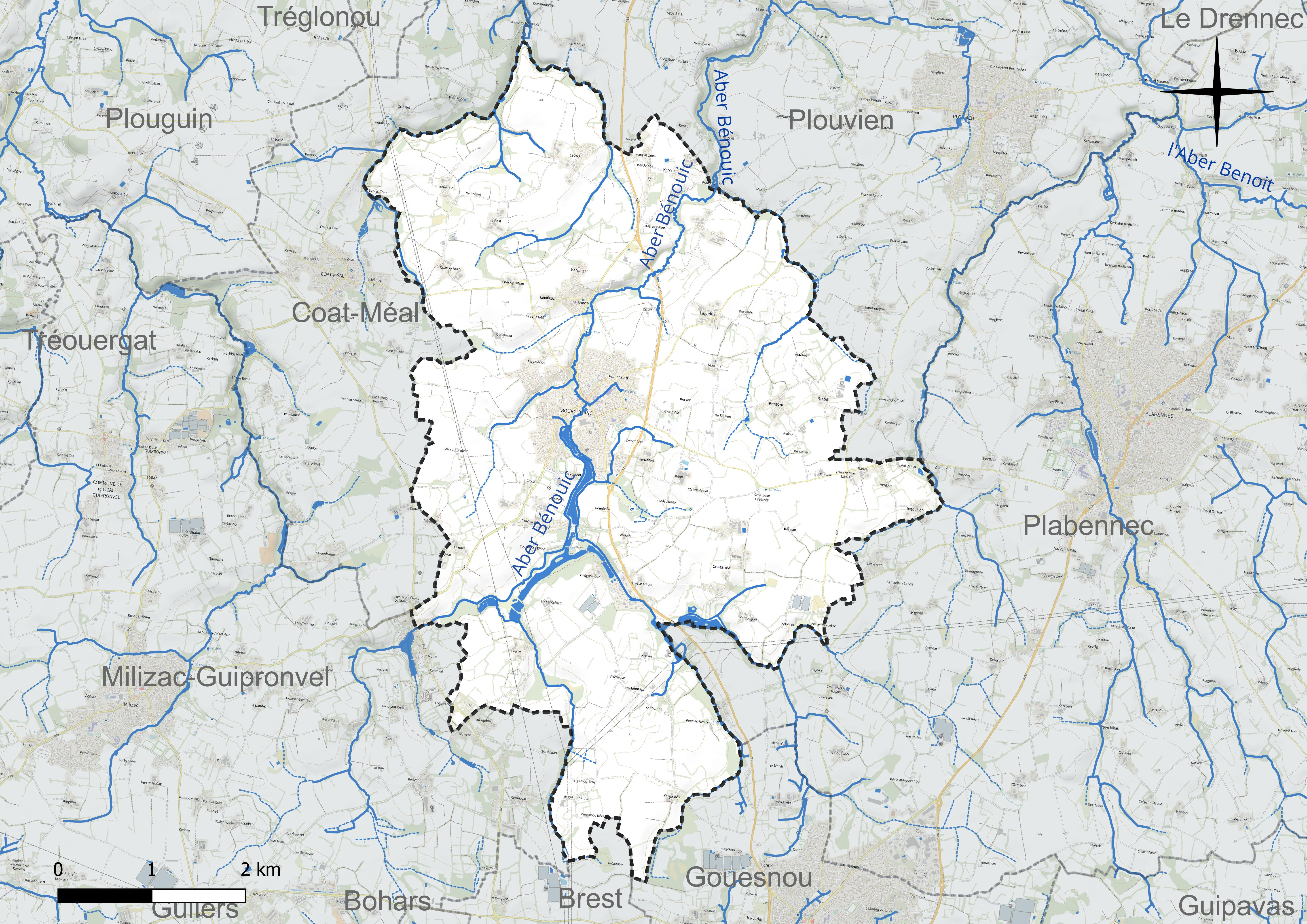
Réseau hydrographique de Bourg-Blanc.

### Climat
Pour des articles plus généraux, voir Climat de la Bretagne et Climat du Finistère.
En 2010, le climat de la commune est de type climat océanique franc, selon une étude du CNRS s'appuyant sur une série de données couvrant la période 1971-2000. En 2020, Météo-France publie une typologie des climats de la France métropolitaine dans laquelle la commune est exposée à un climat océanique et est dans la région climatique  Finistère nord, caractérisée par une pluviométrie élevée, des températures douces en hiver (6 °C), fraîches en été et des vents forts. Parallèlement l'observatoire de l'environnement en Bretagne publie en 2020 un zonage climatique de la région Bretagne, s'appuyant sur des données de Météo-France de 2009. La commune est, selon ce zonage, dans la zone « Monts d'Arrée », avec des hivers froids, peu de chaleurs et de fortes pluies.  
Pour la période 1971-2000, la température annuelle moyenne est de 11,8 °C, avec  une amplitude thermique annuelle de 9,5 °C. Le cumul annuel moyen de précipitations est de 1 068 mm, avec 16,7 jours de précipitations en janvier et 7,9 jours en juillet. Pour la période 1991-2020, la température moyenne annuelle observée sur la station météorologique la plus proche, située sur la commune de Guipavas à 11 km à vol d'oiseau, est de 11,7 °C et le cumul annuel moyen de précipitations est de 1 229,8 mm,. Pour l'avenir, les paramètres climatiques de la commune estimés pour 2050 selon différents scénarios d'émission de gaz à effet de serre sont consultables sur un site dédié publié par Météo-France en novembre 2022.

## Urbanisme

### Typologie
Au 1er janvier 2024, Bourg-Blanc est catégorisée bourg rural, selon la nouvelle grille communale de densité à 7 niveaux définie par l'Insee en 2022.
Elle appartient à l'unité urbaine de Bourg-Blanc, une unité urbaine monocommunale constituant une ville isolée,. Par ailleurs la commune fait partie de l'aire d'attraction de Brest, dont elle est une commune de la couronne,. Cette aire, qui regroupe 68 communes, est catégorisée dans les aires de 200 000 à moins de 700 000 habitants,.

### Occupation des sols
L'occupation des sols de la commune, telle qu'elle ressort de la base de données européenne d'occupation biophysique des sols Corine Land Cover (CLC), est marquée par l'importance des territoires agricoles (91,9 % en 2018), en diminution par rapport à 1990 (93,3 %). La répartition détaillée en 2018 est la suivante :
terres arables (54,7 %), zones agricoles hétérogènes (26,8 %), prairies (10,4 %), zones urbanisées (6,5 %), eaux continentales (1,2 %), forêts (0,4 %). L'évolution de l'occupation des sols de la commune et de ses infrastructures peut être observée sur les différentes représentations cartographiques du territoire : la carte de Cassini (XVIIIe siècle), la carte d'état-major (1820-1866) et les cartes ou photos aériennes de l'IGN pour la période actuelle (1950 à aujourd'hui).

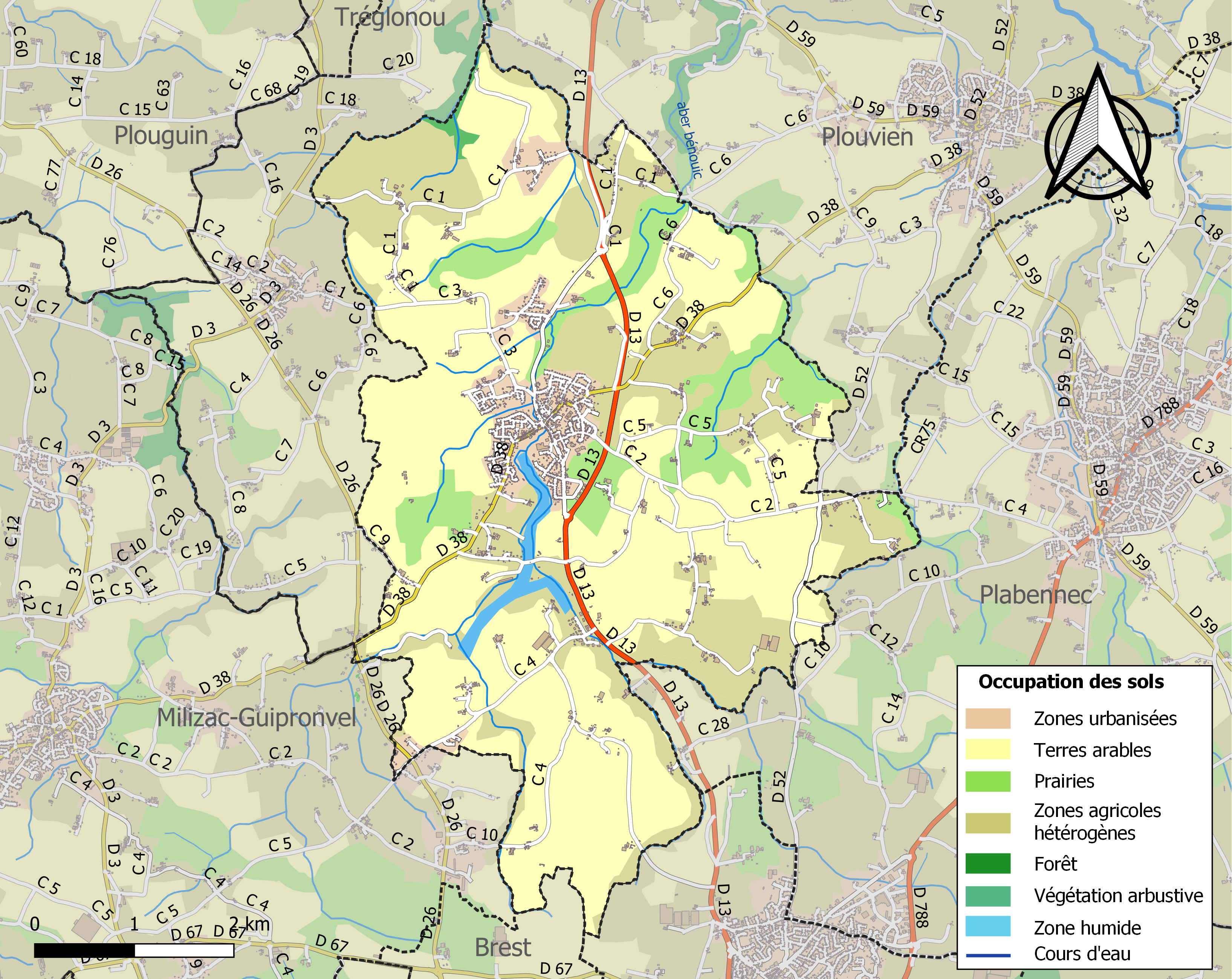
Carte des infrastructures et de l'occupation des sols de la commune en 2018 (CLC).

## Toponymie
Borg-Blanc en 1318, Burgus Albus en 1336 et en 1363.
Bourg-Blanc est la traduction littérale du breton Bourc'h-wenn. Si Bourc'h ne fait aucun doute quant à sa signification, le mot « bourg » du « burg » germanique, évoquant ainsi l'emplacement d'un lieu fortifié ; le sens de Gwenn (blanc) soulève de nombreuses questions car Gwenn en gaélique signifie aussi pur, immaculé, sacré ou voué aux divinités.
Simple lieu-dit de la paroisse de Plouvien à l'origine, Bourg-Blanc devient une trève de Plouvien en 1607, transformée en commune en 1793. La commune a été dénommée Bourgblanc en 1793, Le Bourg-Blanc en 1801 avant de s'appeler tout simplement Bourg-Blanc ensuite.

## Histoire

### Préhistoire et Antiquité

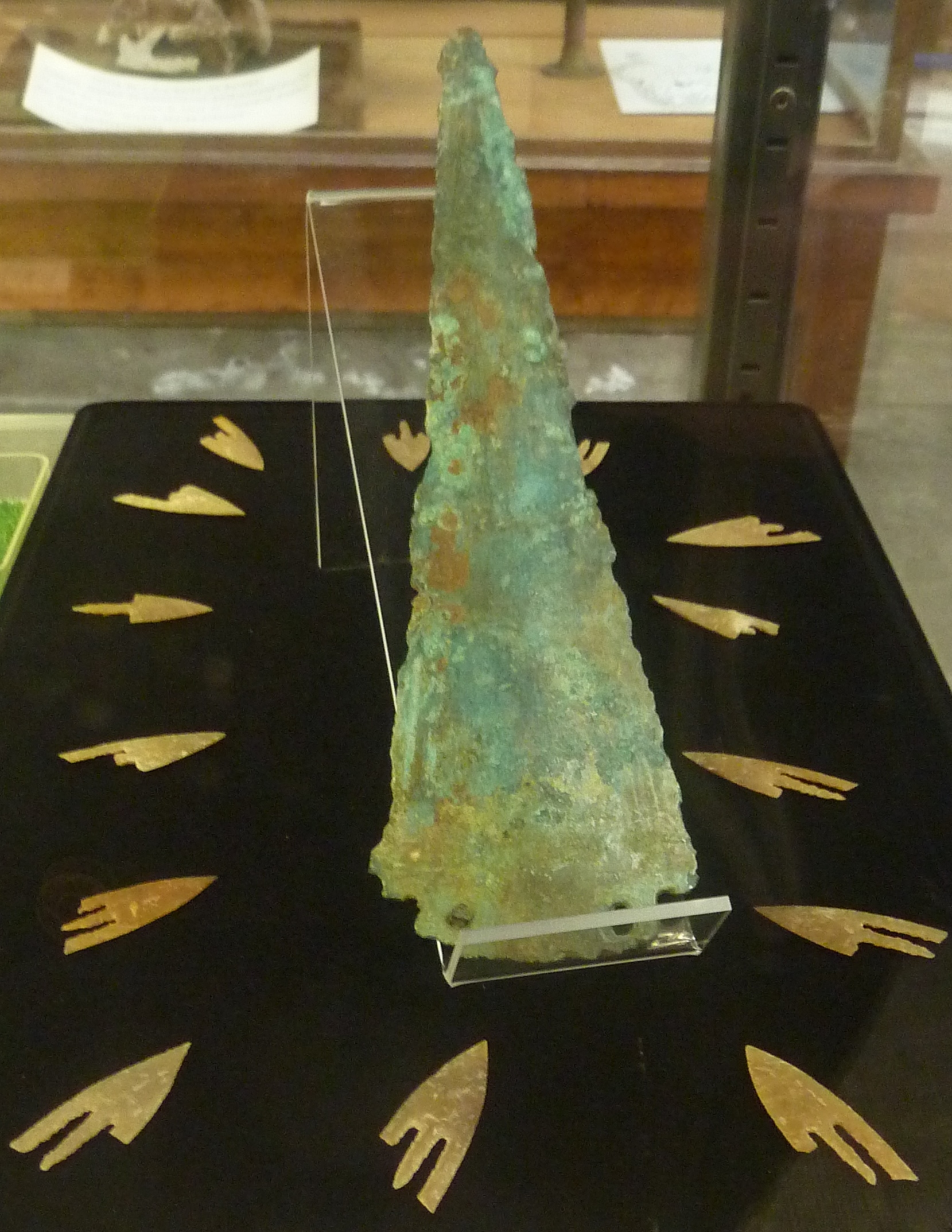
Pointes de flèches et poignard triangulaire de type armoricain trouvés dans la chambre funéraire de Coatanéa (Musée de la préhistoire finistérienne de Penmarc'h).

Le territoire a été habité dès la Préhistoire comme en témoignent de nombreux vestiges préhistoriques et en particulier la chambre funéraire de Coatanéa (vieille de 3 000 ans environ), lieu où des pointes de flèches de « type ogival long » ont aussi été trouvées, ainsi qu'un « poignard triangulaire armoricain à quatre rivets ».
Des vestiges de l'occupation romaine ont aussi été trouvés, en particulier le « trésor de Kergonc » (826 pièces romaines, enfouies dans le sol probablement vers 276 apr. J.-C.), trouvé en 1980, et le « trésor de Kerdidrun » qui compte 1 200 pièces romaines, trouvé en 1989.
Une stèle, située au bord de l'ancienne voie romaine qui va de Kerilien en Plounéventer à la Pointe Saint-Mathieu, présente seize cannelures verticales. Ces objets se trouvent désormais au musée de la Préhistoire finistérienne à Penmarc'h.

### Moyen Âge

#### Saint Urfold et saint Ivy
Au VIe siècle, saint Urfold vint vivre en ermite dans la forêt de Dunan sur le territoire de la commune actuelle de Bourg-Blanc et saint Ivy en fit autant un peu plus tard (la famille noble des Coëtivy reprit son nom). En 1328, Grallo Faber (Grallon Le Fèvre) fonde un hôpital et une chapelle sous le patronage de saint Ivy, qui fut dotée le 21 août 1363 par un testament d'Hervé de Léon pour l'entretien de 12 lits et d'un chapelain, pour accueillir les pèlerins et les infirmes.
La châtellenie du Breignou, dans l'ancien château connu sous le nom de Castel Gleb, fut successivement possédé par les familles Langoueznou (jusqu'au XVIe siècle), Plœuc, Kerlec'h et Thépault. Le manoir actuel a été construit en 1864 seulement.

#### Seigneurie de Coëtivy
En 1497, la seigneurie de Coëtivy (le nom des Coëtivy reprend le nom de saint Ivy qui vécut en ermite à proximité au VIe siècle) se composait de sept manoirs situés dans les paroisses de Plouvien, Plouguerneau, Plouédern et Guipavas. La famille de Coëtivy était seigneur des fiefs de Coëtivy (paroisse de Plouvien à l'époque, commune de Bourg-Blanc actuellement), du Ménant, de Froutgel, de Runinisi (les trois en Plouguerneau), du Forestic (en Plouédern), de Trégouroy et de Kerhuon (paroisse de Guipavas, commune du Relecq-Kerhuon pour le dernier cité désormais). Le fief de Coëtivy fut acheté en 1497 par la famille du Juch et passa, par mariage, aux mains de la famille du Chastel en 1501 (mariage de Marie du Juch avec Tanguy V du Chastel).
L'historien Arthur de La Borderie en parle en ces termes :

« La terre de Coëtivi, qui eût l'honneur de donner son nom à une race illustre,dont les exploits, les talents et les vertus suppléèrent fort largement à tout ce qui pouvait manquer à son berceau en termes d'importance féodale. »

### Révolution française
Le Tiers-état de la trève de Bourg-Blanc envoya deux députés, François Mailloux et François Le Roi, pour la réaction du cahier de doléances de la sénéchaussée de Lesneven.
Marie Chapalain est née le 1er février 1751 à Bourg-Blanc et son frère Claude Chapalain est né le 8 mai 1753 à Bourg-Blanc également. Marie a caché à Plouguin son frère Claude et Tanguy Jacob, tous deux prêtres réfractaires. Ils furent tous les trois arrêtés sur dénonciation et furent guillotinés à Brest le 24 vendémiaire an III (15 octobre 1794).

### XIXesiècle
A. Marteville et P. Varin, continuateurs d'Ogée, décrivent ainsi Bourg-Blanc en 1843 :

« Bourgblanc : commune formée de l'ancienne trève de Plouvien, aujourd'hui succursale ; chef-lieu de perception. (...) Principaux villages : Labou, Kerivinoc, Kervalanoc, Lagadozic, Coat-an-Ea, Cleuziou, Lingoat, Lavilleneuve. Superficie totale : 2 825 hectares, dont (...) terres labourables 955 ha, prés et pâtures 127 ha, bois 50 ha, vergers et jardins 15 ha, marais, étangs 23 ha, landes et incultes 1532 ha (...). Moulins : 5 (de Pontalénec, Pontpren, Breignou, Tromeur, à eau). Chapelles Saint-Ursol, Saint-Julien. L'église paroissiale est seule desservie. Pardon annuel. Marais de Penanéa. Étang de Breignou. On exploite et on brûle de la tourbe. Fontaines nombreuses. Eaux très potables. Une partie de la population se compose de bouchers et est essentiellement nomade. Les mendiants sont nombreux. Depuis quelques années, on a donné une grande extension à la culture de la pomme de terre. La rivière l'Aber Benoît traverse la commune du nord au sud. Géologie : constitution granitique. Presque tous les habitants comprennent le français, mais parlent le breton. »

En 1896, un document indique que les sœurs de l'Immaculée Conception de Saint-Méen assistaient et soignaient gratuitement les malades de Bourg-Blanc à domicile.
Au hameau de Breignou (Breignoux) existait à la fin du XIXe siècle une usine de produits chimiques produisant de l'iode à partir du goémon.

### XXesiècle

#### Querelles liées à la laïcité au début duXXesiècle

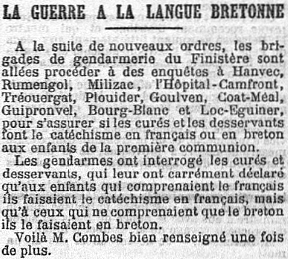
La lutte contre l'emploi de la langue bretonne par le clergé (journal La Croix du 25 novembre 1903).

Armand de Riverieux, maire de Bourg-Blanc, fit partie des onze maires du canton de Plabennec qui adressèrent en octobre 1902 une protestation au préfet du Finistère à propos de la circulaire interdisant l'usage de la langue bretonne dans les églises. En 1903, il refuse d'accomplir « l'inique besogne » qu'on veut lui imposer et refuse en conséquence de préciser sur le certificat de résidence du curé qu'il doit signer tous les trois mois afin que celui-ci puisse percevoir son traitement si celui-ci enseigne le catéchisme en français. Il écrit aussi qu'il « approuve » les desservants de sa paroisse qui « en faisant le catéchisme en breton ne font que leur devoir ».
La décision de construire une école primaire publique de filles est prise en 1906.
Les querelles liées à l'application de la Loi de séparation des Églises et de l'État, votée en 1905, ont été particulièrement vives dans le Léon au début du XXe siècle ; en voici un exemple qui concerne Bourg-Blanc en 1907, paru dans le journal L'Ouest-Éclair sous le titre « Les crucifix des écoles » :

« C'est à une véritable rafle de crucifix scolaires que MM. les instituteurs se sont livrés pendant les vacances du premier de l'an dans l'arrondissement de Brest, d'après les instructions de M. l'inspecteur primaire. Les classes étant vides, l'opération n'a offert aucune difficulté, mais la rentrée a été mouvementée dans certaines communes.
Au Bourg-Blanc, où après un premier décrochage, les christs avaient été remis en place, il y eut des manquants dès le jour de la rentrée, parce qu'on avait appris que l'enlèvement des symboles religieux avait été exécuté à nouveau. Le lendemain, le nombre des absents s'était notablement accru. Lundi dernier, il ne restait plus qu'un quarantaine d'élèves sur les 130 qui fréquentaient auparavant l'école ; mardi, il n'en restait plus que 25 ; le mercredi et les jours suivants, leur nombre était réduit à une petite vingtaine, composée excusivement d'enfants de fonctionnaires ou de pensionnés de l'État. »

#### Première Guerre mondiale

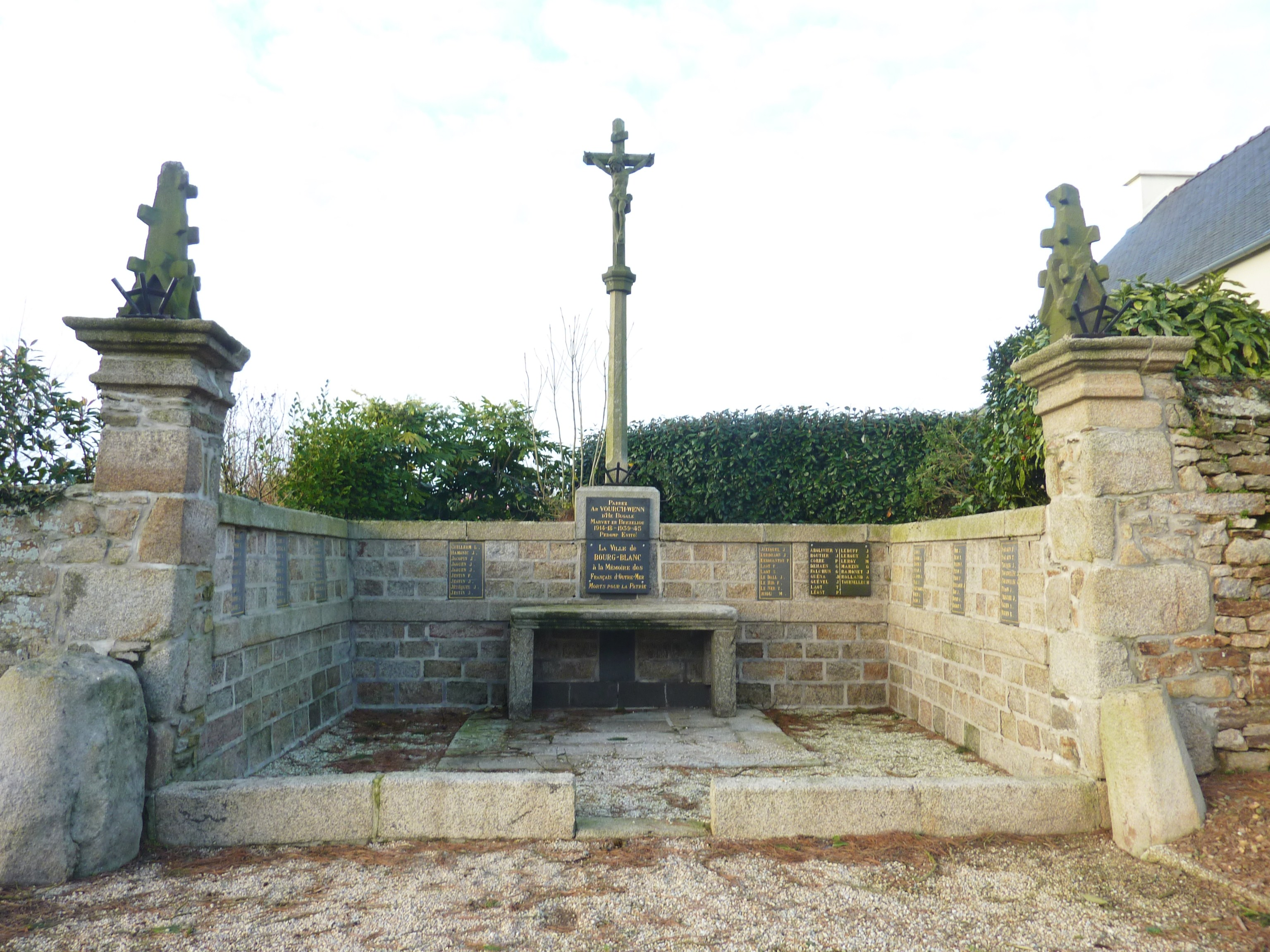
Monument aux morts de la Première Guerre mondiale.

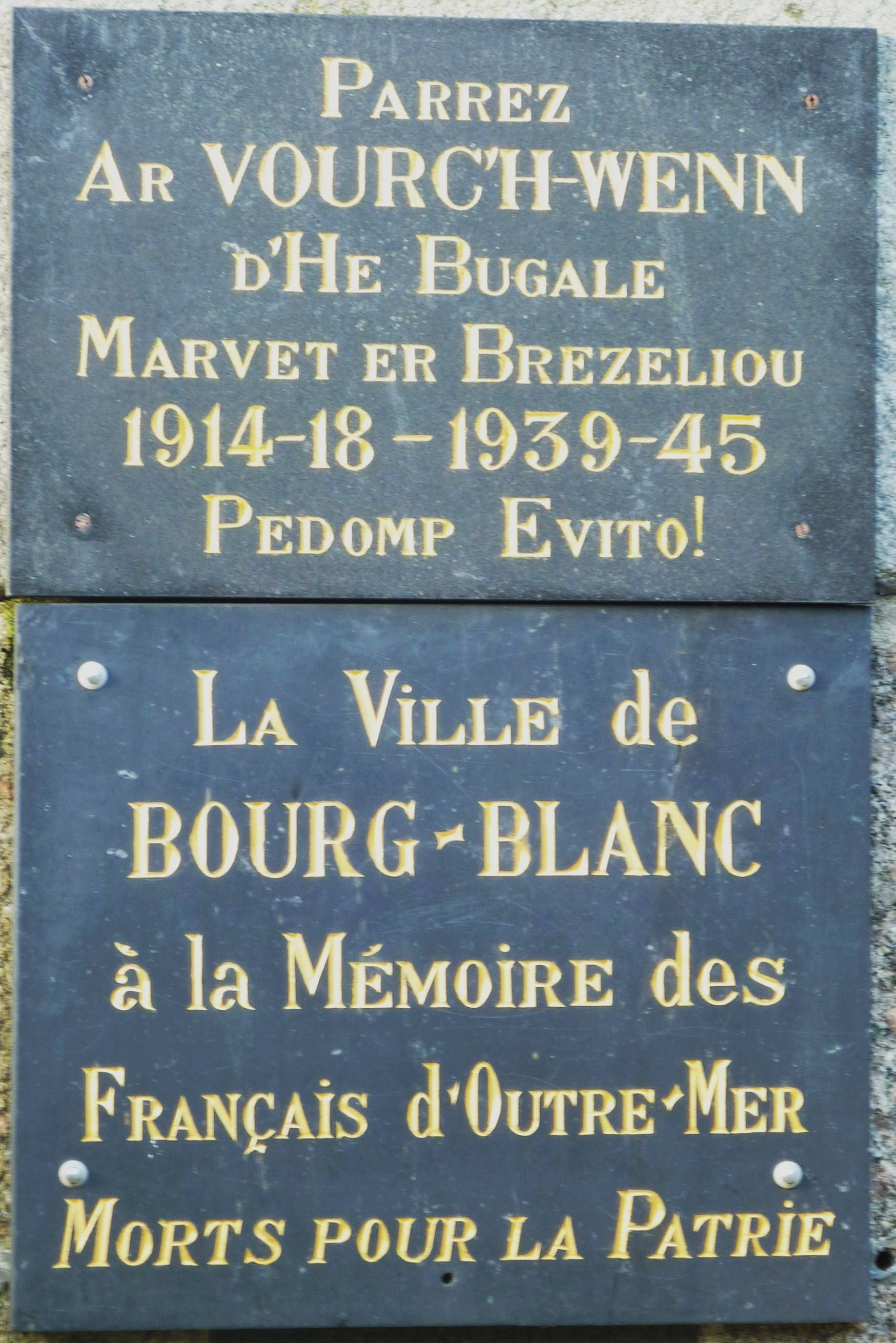
Bourg-Blanc : la plaque apposée sur le monument aux morts.

Le monument aux morts de Bourg-Blanc porte les noms de 71 personnes mortes pour la France pendant la Première Guerre mondiale ; 5 (Jean Marie Balcon, Ambroise Floc'h, Eugène Le Goaziou, François Le Hir, Jean Traon) sont des soldats morts sur le front belge ; Jean Fourn et Jean Petton sont morts alors qu'ils étaient prisonniers en Allemagne ; tous les autres sont décédés sur le sol français dont Charles Appéré et René Huguen, tous deux décorés de la Médaille militaire et de la Croix de guerre et François Gouès, cité à l'Ordre de l'Armée.

#### Seconde Guerre mondiale
Joseph Riou, quartier-maître chauffeur à bord du cuirassé Bretagne, est décédé le 3 juillet 1940 lors du naufrage de son bateau pendant la bataille de Mers el-Kébir.
Le 7 août 1944, le Combat Command B, de la 6e division blindée américaine, arrivant de Lesneven qu'ils avaient libéré et après avoir bivouaqué à proximité la nuit précédente, contourna Plabennec, mais dut repousser une contre-attaque allemande à Plouvien et Bourg-Blanc, rencontrant une forte résistance ennemie dans le secteur de Coat Laëron en Milizac où fut détruit un poste de surveillance anti-aérien.
Une photo montre une femme tondue à Bourg-Blanc lors de la Libération en 1944.
Michel Tréguer, qui a passé son enfance à Bourg-Blanc, a écrit un livre Avec le temps ; Chronique d'un village breton sous l'Occupation allemande où il évoque entre autres des faits de collaboration, y compris les amours entre des femmes du village et des soldats allemands. Ce livre polémique suscita une plainte d'une personne citée et à la suite du procès qui s'est ensuivi, tenu à Brest, le livre a été interdit par la justice le 5 juillet 2010 pour diffamation dans la mesure où il citait des noms de personnes encore vivantes ou de leurs descendants, le juge estimant que « l'équilibre entre liberté d'expression et respect de la vie privée penchait en faveur du plaignant ».

### Liste des maires

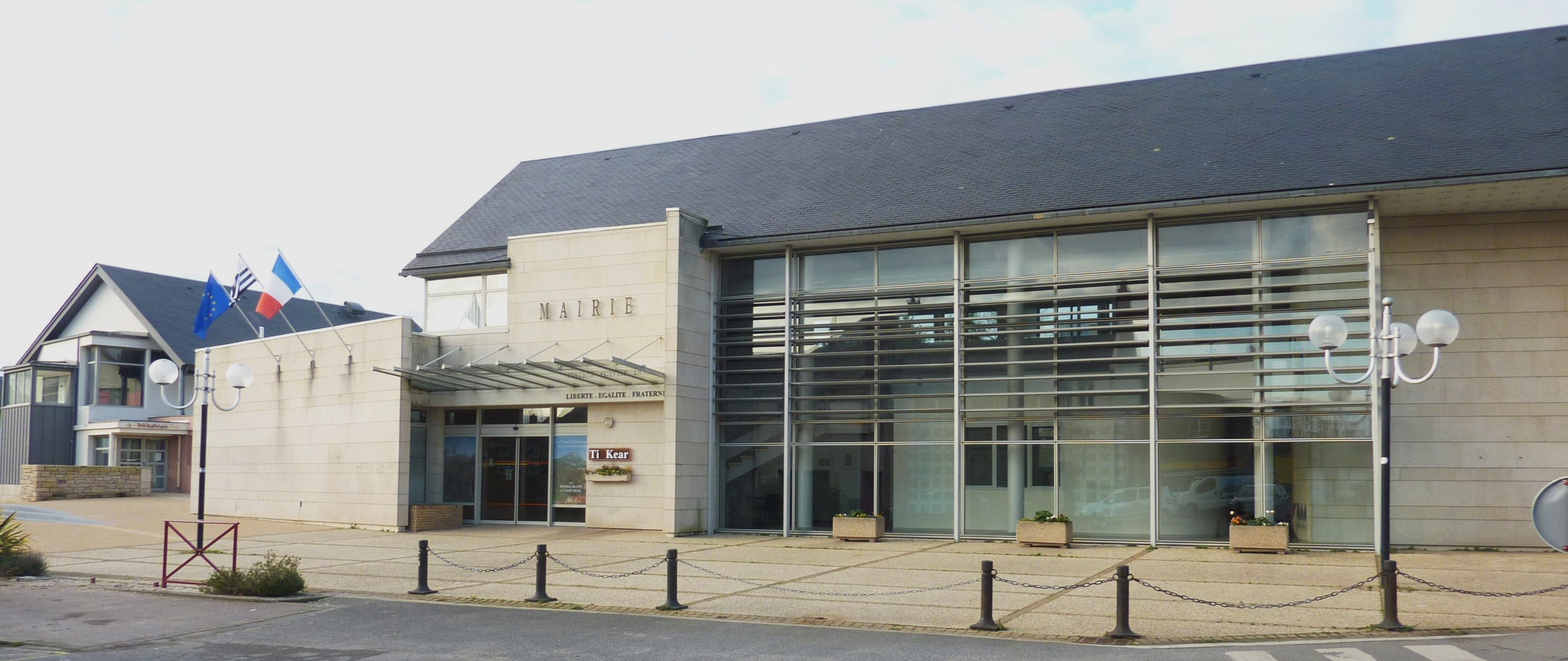
Bourg-Blanc : la mairie et la médiathèque.

## Politique et administration

### Jumelages
Bourg-Blanc et la commune voisine de Coat-Méal sont liées avec une charte d'amitié depuis 2005 avec la localité de La Balme-de-Sillingy (Haute-Savoie) et un jumelage est envisagé.

## Population et société

### Démographie
Vers 1890, le hameau de Saint-Urfold avait 50 habitants et celui de Lagadeuzic 60 habitants.
L'évolution du nombre d'habitants est connue à travers les recensements de la population effectués dans la commune depuis 1793. Pour les communes de moins de 10 000 habitants, une enquête de recensement portant sur toute la population est réalisée tous les cinq ans, les populations de référence des années intermédiaires étant quant à elles estimées par interpolation ou extrapolation. Pour la commune, le premier recensement exhaustif entrant dans le cadre du nouveau dispositif a été réalisé en 2005.

En 2022, la commune comptait 3 544 habitants, en évolution de −0,34 % par rapport à 2016 (Finistère : +2,16 %, France hors Mayotte : +2,11 %).
| 1793  | 1800  | 1806  | 1821  | 1831  | 1836  | 1841  | 1846  | 1851  |
| ----- | ----- | ----- | ----- | ----- | ----- | ----- | ----- | ----- |
| 1 444 | 1 561 | 1 617 | 1 746 | 1 729 | 1 868 | 1 831 | 1 841 | 1 920 |

| 1856  | 1861  | 1866  | 1872  | 1876  | 1881  | 1886  | 1891  | 1896  |
| ----- | ----- | ----- | ----- | ----- | ----- | ----- | ----- | ----- |
| 1 867 | 1 848 | 1 824 | 1 761 | 1 808 | 1 826 | 1 767 | 1 708 | 1 666 |

| 1901  | 1906  | 1911  | 1921  | 1926  | 1931  | 1936  | 1946  | 1954  |
| ----- | ----- | ----- | ----- | ----- | ----- | ----- | ----- | ----- |
| 1 684 | 1 712 | 1 762 | 1 610 | 1 593 | 1 626 | 1 651 | 1 699 | 1 675 |

| 1962  | 1968  | 1975  | 1982  | 1990  | 1999  | 2005  | 2006  | 2010  |
| ----- | ----- | ----- | ----- | ----- | ----- | ----- | ----- | ----- |
| 1 682 | 1 784 | 2 290 | 2 659 | 2 971 | 3 077 | 3 174 | 3 154 | 3 399 |

| 2015  | 2020  | 2022  | - | - | - | - | - | - |
| ----- | ----- | ----- | - | - | - | - | - | - |
| 3 537 | 3 545 | 3 544 | - | - | - | - | - | - |

La population de Bourg-Blanc a augmenté de 1 824 habitants entre 1793 et 2008 (+126,3 % en 215 ans). Elle n'a connu pendant longtemps que de très faibles évolutions, oscillant en permanence entre 1 444 (en 1793) et moins de 1 800 habitants jusqu'en 1968 inclus (un tout petit maximum fut atteint en 1911 avec 1 762 habitants) et ne connaissant pas de déclin démographique marqué contrairement à bon nombre d'autres communes rurales frappées par l'exode rural. Par contre, concernée par la périurbanisation liée à la proximité de l'agglomération brestoise, qui a attiré de nombreux migrants pendulaires, la population communale a fortement augmenté, gagnant 1 390 habitants en 40 ans (+77,9 %) entre 1968 et 2008.
Depuis 1968, la commune connaît un accroissement naturel constamment positif, mais assez faible désormais (le taux d'accroissement naturel étant de +0,2 % l'an entre 1999 et 2008) et le solde migratoire l'est également (+0,4 % l'an entre 1999 et 2008) même s'il fut plus important par le passé (+3,0 % l'an entre 1968 et 1975). La population est relativement jeune (22,2 % de 0 à 14 ans contre 14,8 % de 65 ans et plus). Le nombre des naissances l'emporte modérément sur celui des décès : 423 naissances pour 352 décès pour la période 200-2009 inclus.
La croissance démographique a entraîné la construction de nombreux lotissements : le nombre des logements dans la commune est passé de 455 en 1968 à 1 276 en 2008, avec une nette prédominance des maisons individuelles (1 185 en 2008, soit 92,9 % du parc immobilier total) et des résidences principales (0,8 % de résidences secondaires seulement). C'est entre 1975 et 1989 que les constructions neuves ont été les plus nombreuses (366 logements) contre seulement 266 pour la période 1990-2005.

### Manifestations culturelles et festivités
Championnat du Finistère d'orthographe chaque année organisé par le club les Fêlés de l'orthographe sous la présidence de Jean-François Coatmeur et Laurent Ségalen fin mars 2008.

## Culture locale et patrimoine

### Lieux et monuments
- La chapelle de Saint-Urfold, du XVe siècle est courte mais assez large. Elle renferme un tombeau de l'ermite et était un lieu de pèlerinage très fréquenté encore à la fin du XIXe siècle[61]. Un vaste chevet est ajouré par deux fenêtres flamboyantes jumelées. Au-dessus de la porte du pignon ouest, on remarque les armoiries des familles de Coëtivy (Coativy)[62] et Du Chastel[63] est simplifiée et reste lacunaire[64]. Ces deux familles nobles furent très puissantes pendant de nombreuses générations. On vit même plusieurs du Chastel jouer un rôle capital à la cour du roi de France. On retrouve cette famille dans tout le Léon et particulièrement à Trémazan. C'est également Tanguy Ier du Chastel qui fit construire la tour Tanguy à Brest.

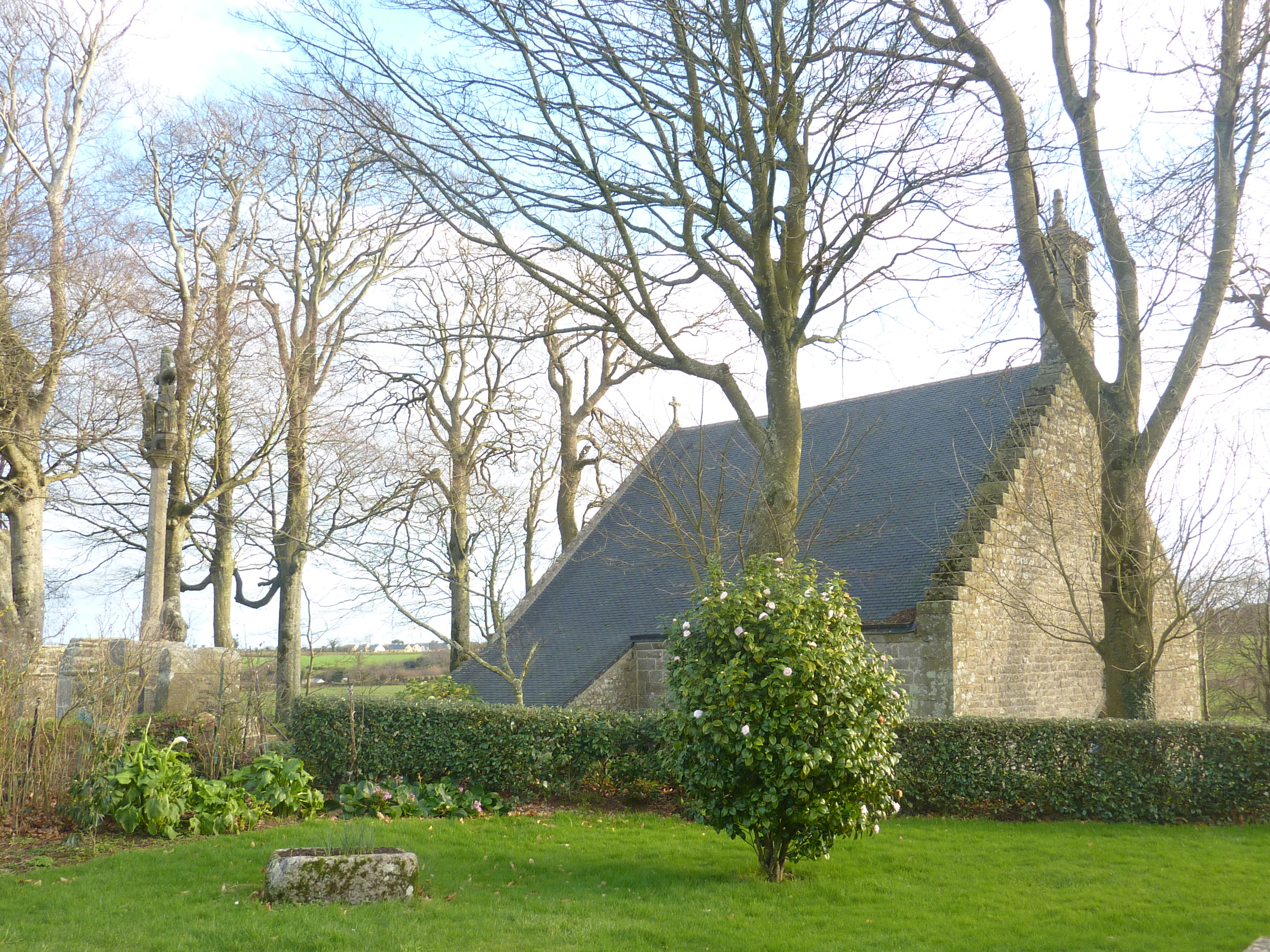
Bourg-Blanc : la chapelle Saint-Urfold, vue générale.

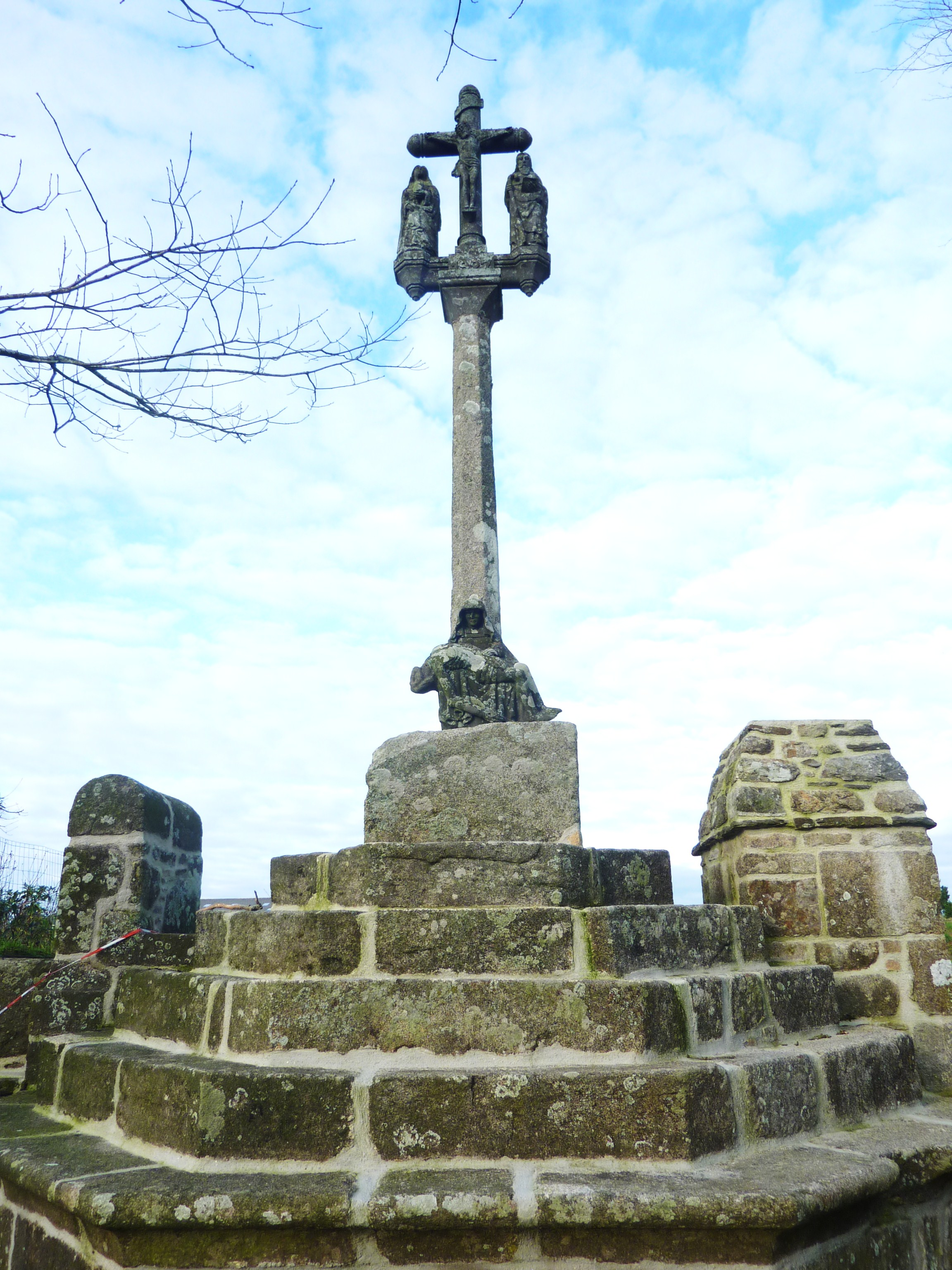
Bourg-Blanc : le calvaire près de la chapelle Saint-Urfold.

Dans la chapelle, on peut reconnaître saint Urfold, mais aussi Notre-Dame-des-Sept-Douleurs ainsi que saint Jean l'Évangéliste, saint Yves. sainte Marguerite est également reconnaissable à son dragon. Comme les autres chapelles, elle a une fontaine consacrée, à niche gothique. Comme son nom l'indique, la chapelle est sous le patronage de saint Urfold, oncle de saint Hervé, fils de Harvian et Rivanone. Vers 14 ans, saint Hervé vint voir son oncle Urfold qui vivait solitairement entre Plouvien et Plabennec. Peu après l'arrivée de son neveu, Urfold quitta Plouvien et vint à Bourg-Blanc bâtir un oratoire. Là, il vécut désormais dans la solitude, se consacrant exclusivement à Dieu.
Son neveu, saint Hervé, eut par révélation connaissance de la mort de saint Urfold et se mit en route vers l'oratoire de son oncle. Il s'y prosterna pour prier et au cours de son oraison, le sol trembla si fort que tous ceux qui étaient avec lui furent jetés à terre ; la terre s'ouvrit et de cette ouverture sortit une odeur suave et odoriférante. Saint Hervé, ayant, par ce miracle, connu et trouvé le tombeau de son oncle l'accommoda de pierres et le lieu devint bientôt le cadre de miracles. C'est sûrement là l'origine du culte qui est encore rendu à saint Urfold.
On peut encore aujourd'hui voir ce tombeau, sarcophage uni percé d'une arcade en voûte. Le jour du pardon, des pèlerins passent et repassent sous l'arcade du tombeau, à genoux, à cause de sa faible hauteur pour implorer la protection du saint et guérir leurs rhumatismes. Cette chapelle « renferme le tombeau de ce saint ermite, qui consiste en un sarcophage uni, sans inscription, mais ayant dans son intérieur une arcade allongée, par laquelle passent et repassent les pèlerins ; ce sarcophage, élevé de terre de trois pieds, repose sur la pierre même dont saint Hervé avait recouvert jadis le tombeau de son oncle » écrit Miorac de Kerdanet dans une note à sa réédition du livre d'Albert Le Grand.
Le pardon de Saint-Urfold a longtemps été très fréquenté. M. Tosser en fait la description suivante dans Le Finistère pittoresque en 1906 :

« Si vous voulez jouir d'un curieux coup d'œil, allez à Bourg-Blanc le jour du pardon de saint Urfold, qui a lieu le lundi de Pentecôte. Les pèlerins passent et repassent sous cette arcade pour implorer la protection du saint. Ce n'est pas un spectacle ordinaire que le défilé de toutes ces personnes obligées de marcher sur les mains et sur les genoux, en raison du peu de hauteur laissée par l'ouverture du monument ; on ne saurait s'en offusquer quand on voit avec quelle conviction les dévots de saint Urfold accomplissent cette partie du pèlerinage. »

La fontaine Saint-Urfold se trouve à proximité.
- L'église paroissiale Notre-Dame date de 1770 ; elle a été construite sur un tertre au bord de la rivière à l'emplacement d'une chapelle ancienne consacrée à Notre-Dame-des-Sept-Douleurs ; le clocher de l'ancienne chapelle fut conservé, mais lorsque l'église fut agrandie entre 1859 et 1862, le clocher avec ses deux galeries saillantes et ses dômes, fut démonté, et reconstruit en étant surélevé ; il a été classé monument historique par arrêté du 7 mars 1916. L'église a été restaurée en 1996. Le porche date de 1770, donc de la construction initiale de l'église. Une pietà se trouve dans l'église[69]. Le retable de l'Assomption, situé dans le transept, représente l'Assomption de la Vierge au-dessus d'un paysage représentant Bourg-Blanc au XIXe siècle[70].

L'ancien ossuaire, désormais dénommé chapelle des Trépassés, date du XVIe siècle. Le nom provient de la confrérie des Trépassés qui existait à Bourg-Blanc au XVIIIe siècle. Dédiée à saint Éloi, patron des orfèvres et des forgerons, et à saint Herbot, patron des bêtes à cornes, la chapelle est un ancien ossuaire. Le bâtiment est restauré en 1842 et à nouveau en 1990. Il sert désormais de musée local.

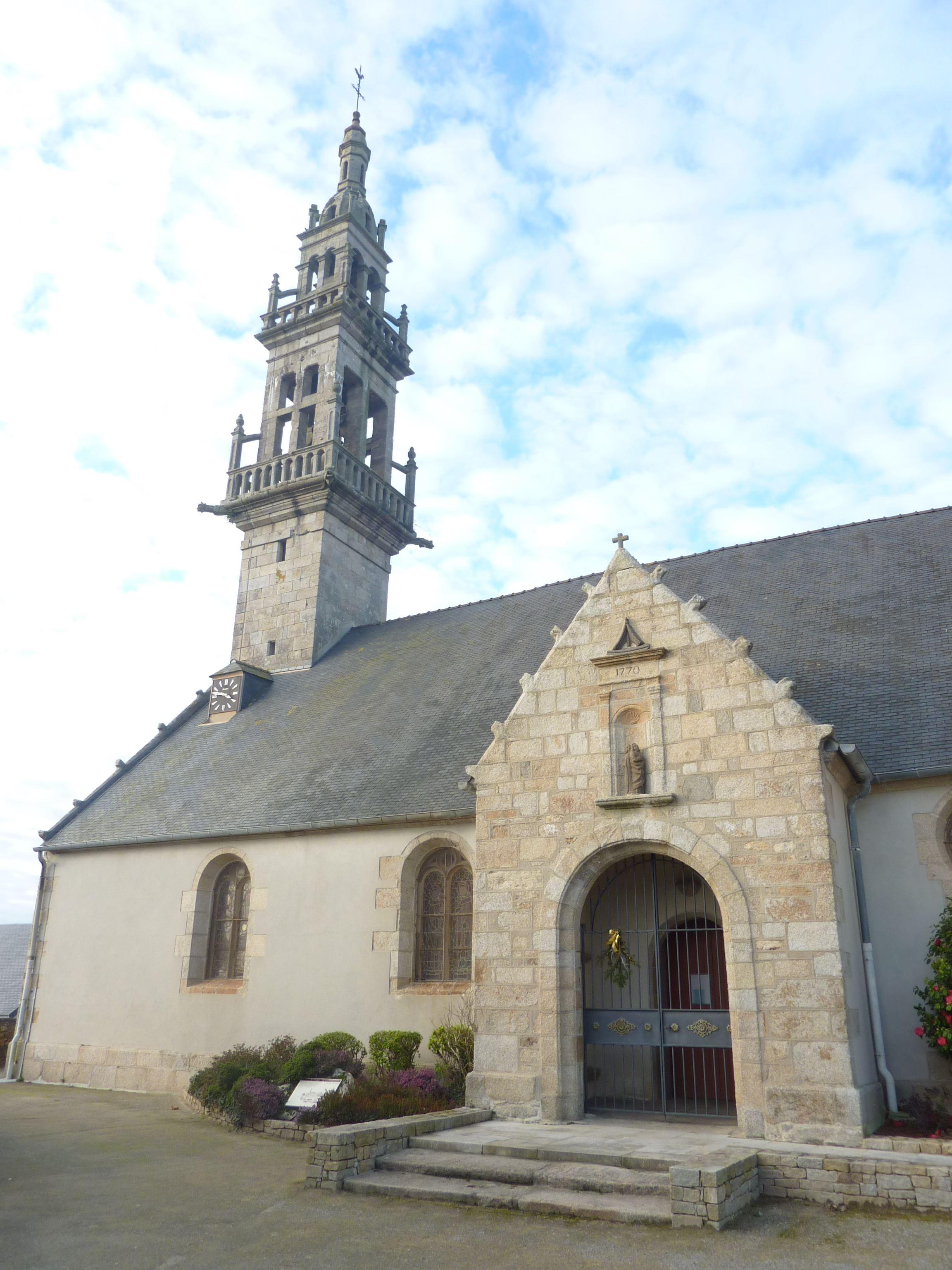
L'église paroissiale.
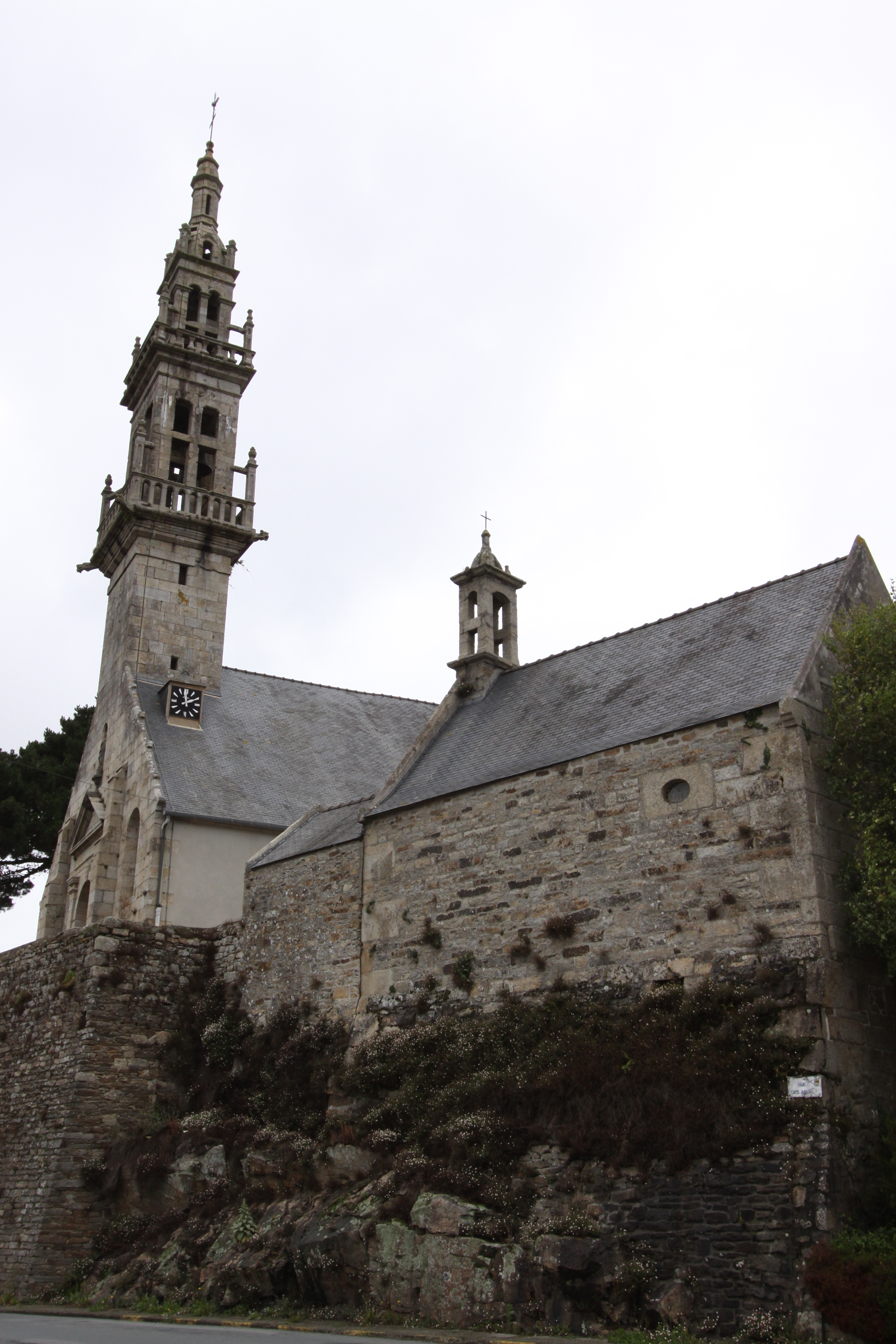
L'église paroissiale.
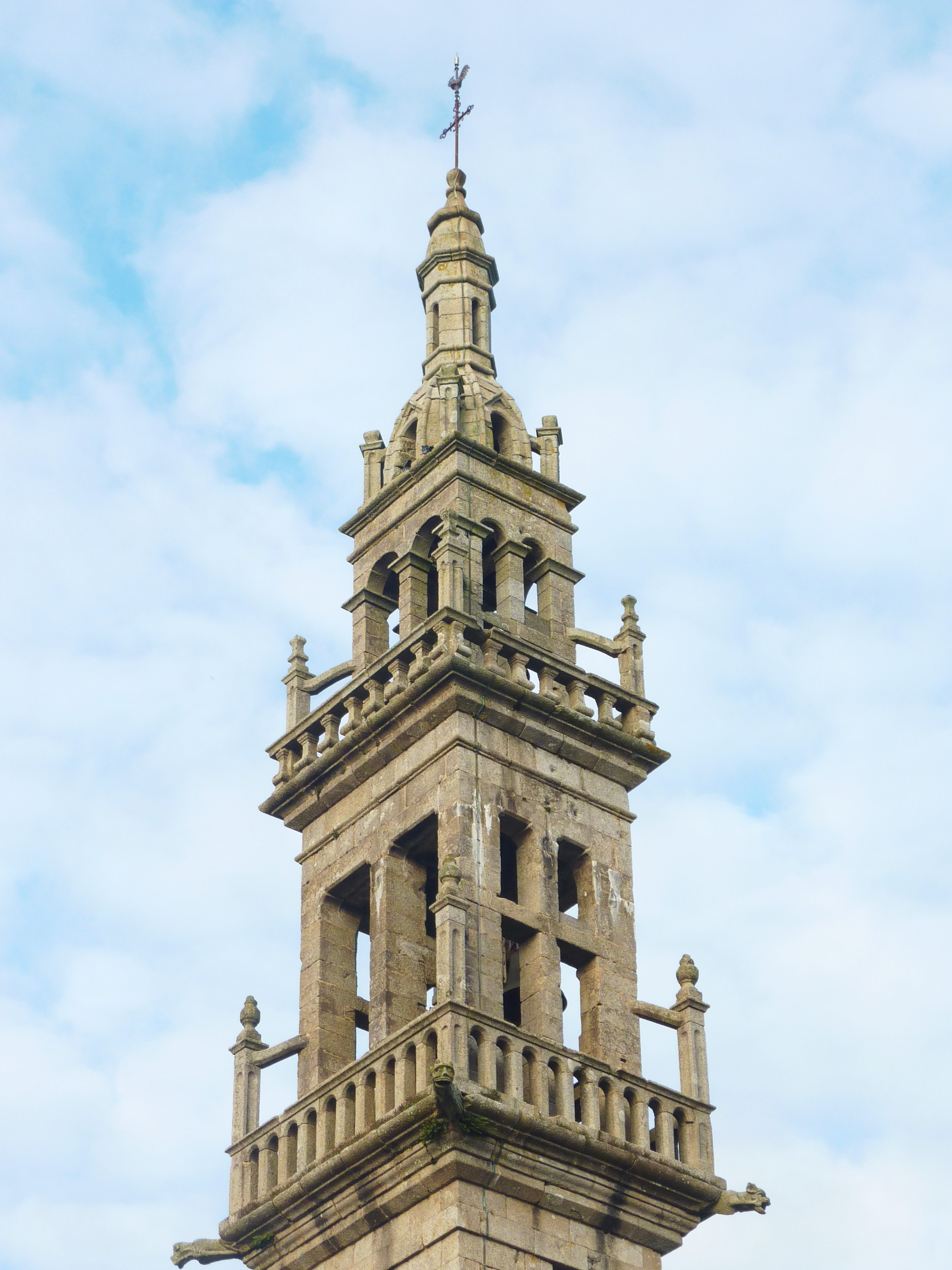
Le clocher de l'église paroissiale.
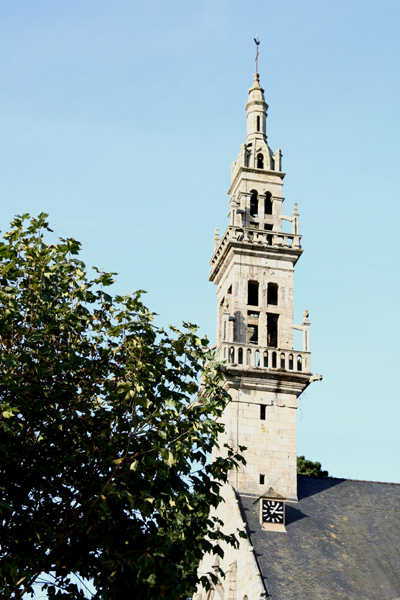
Le clocher de l'église paroissiale.
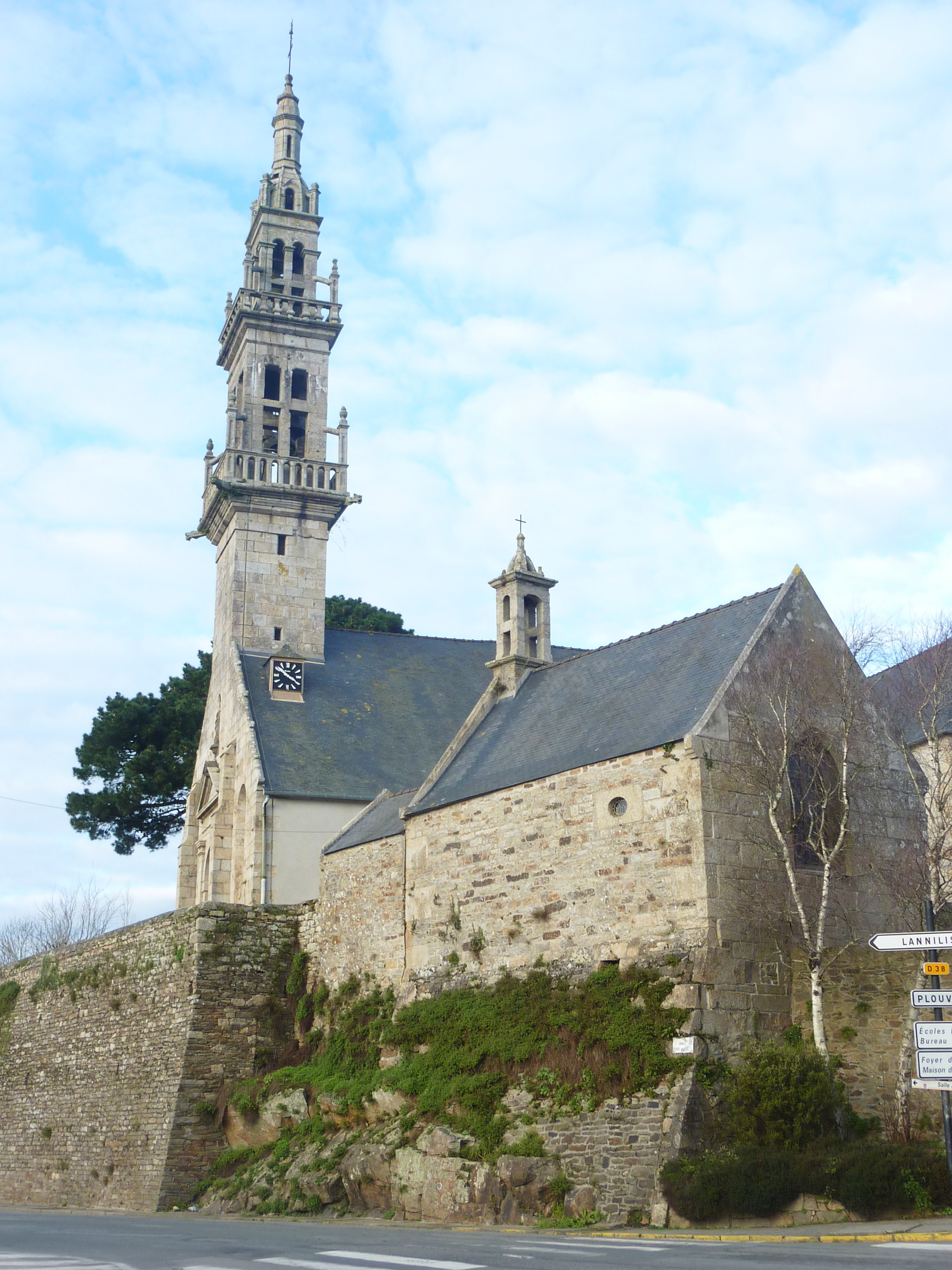
L'ossuaire et l'église paroissiale.
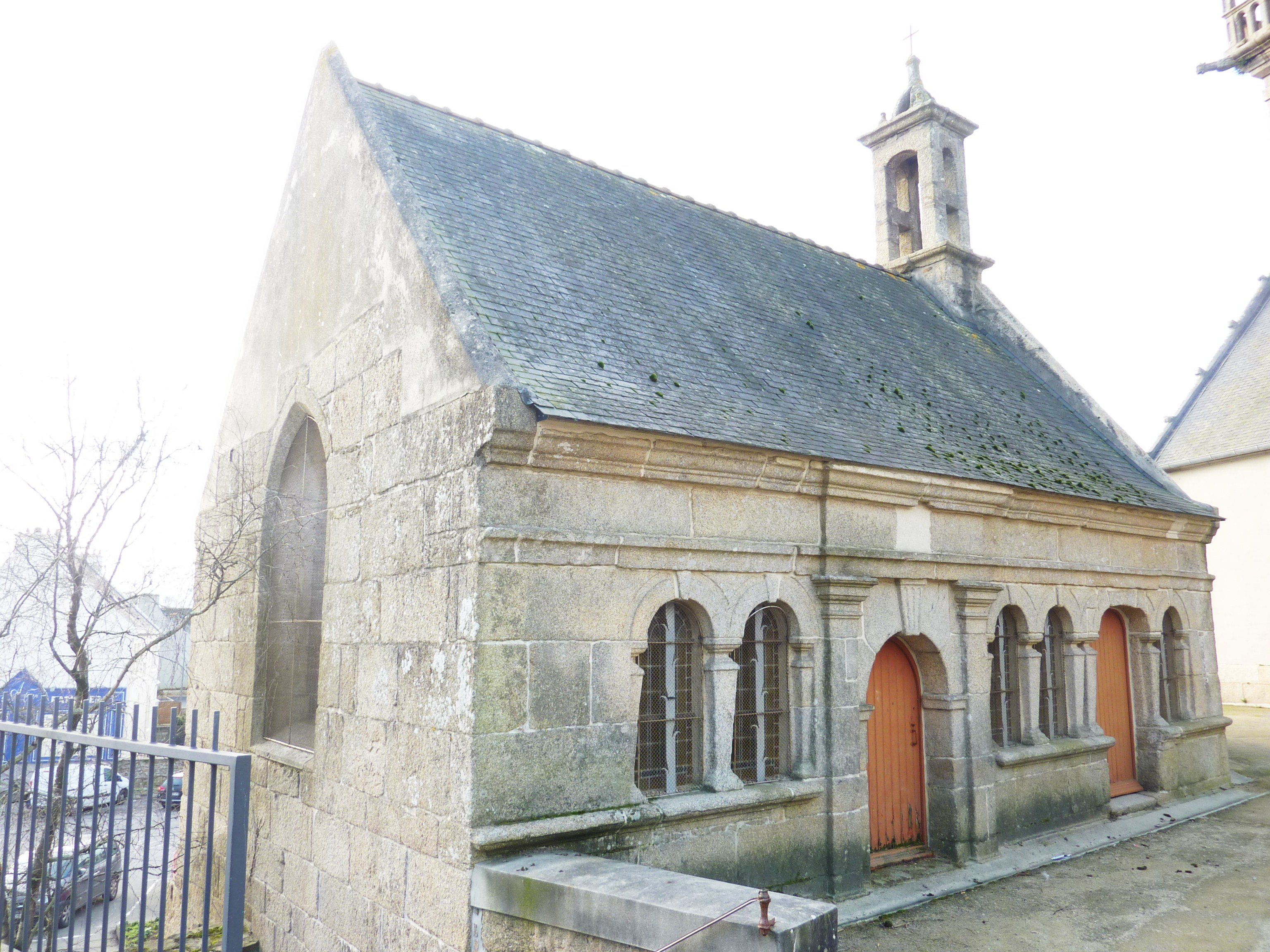
L'ossuaire.

- Le manoir du Breignou fut construit en 1864 par M. de Riverieux à l'emplacement d'un ancien château dénommé Castel Gleb, propriété au Moyen Âge de la famille de Langoesnou, détruit lors de la Révolution française et dont les pierres servirent à la construction des fortifications de Brest[74]. Depuis 1926, la famille de Kergariou est propriétaire de ce manoir. la chapelle et la fontaine Sainte-Julitte rappellent l'ancienne chapellenie de Sainte-Julitte qui dépendait du manoir[18]. La fontaine Sainte-Julitte a été déplacée lors des travaux de recherche de l'étain par la COMIREN[75].
- Seize croix et calvaires[76] sont recensés à Bourg-Blanc dont la croix d'Ar Groaz Hir[77], l'une des plus anciennes de la région, à Kerviliou ; celle de Lagaduzic, qui date du Haut Moyen Âge ; celle de Kerviliou, accompagnée d'une inscription ancienne ; celle du cimetière à statues géminées ; celles près de l'église paroissiale et celles près de la chapelle Saint-Urfold ; etc.

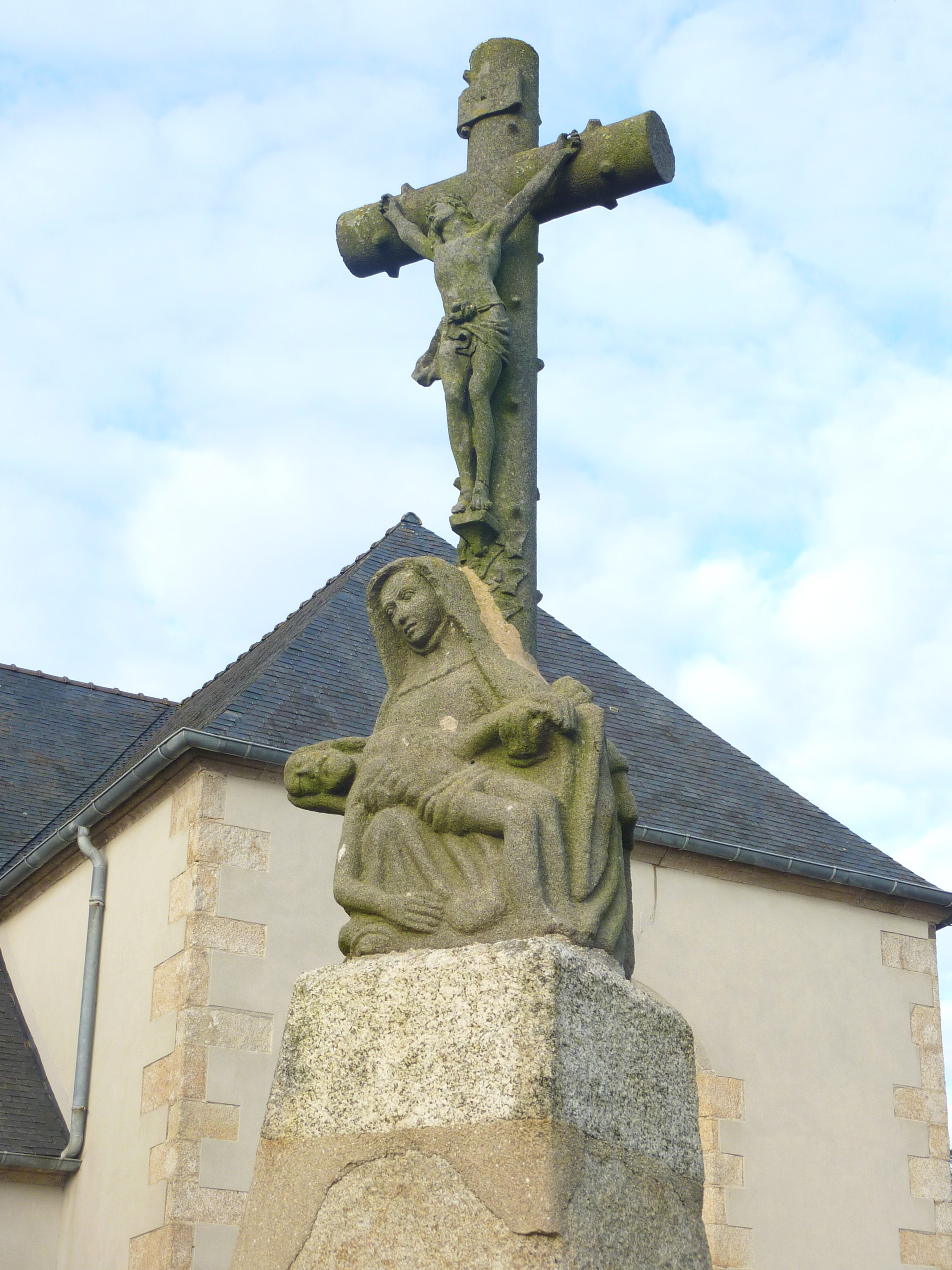
Calvaire et pietà sur une stèle romaine christianisée.
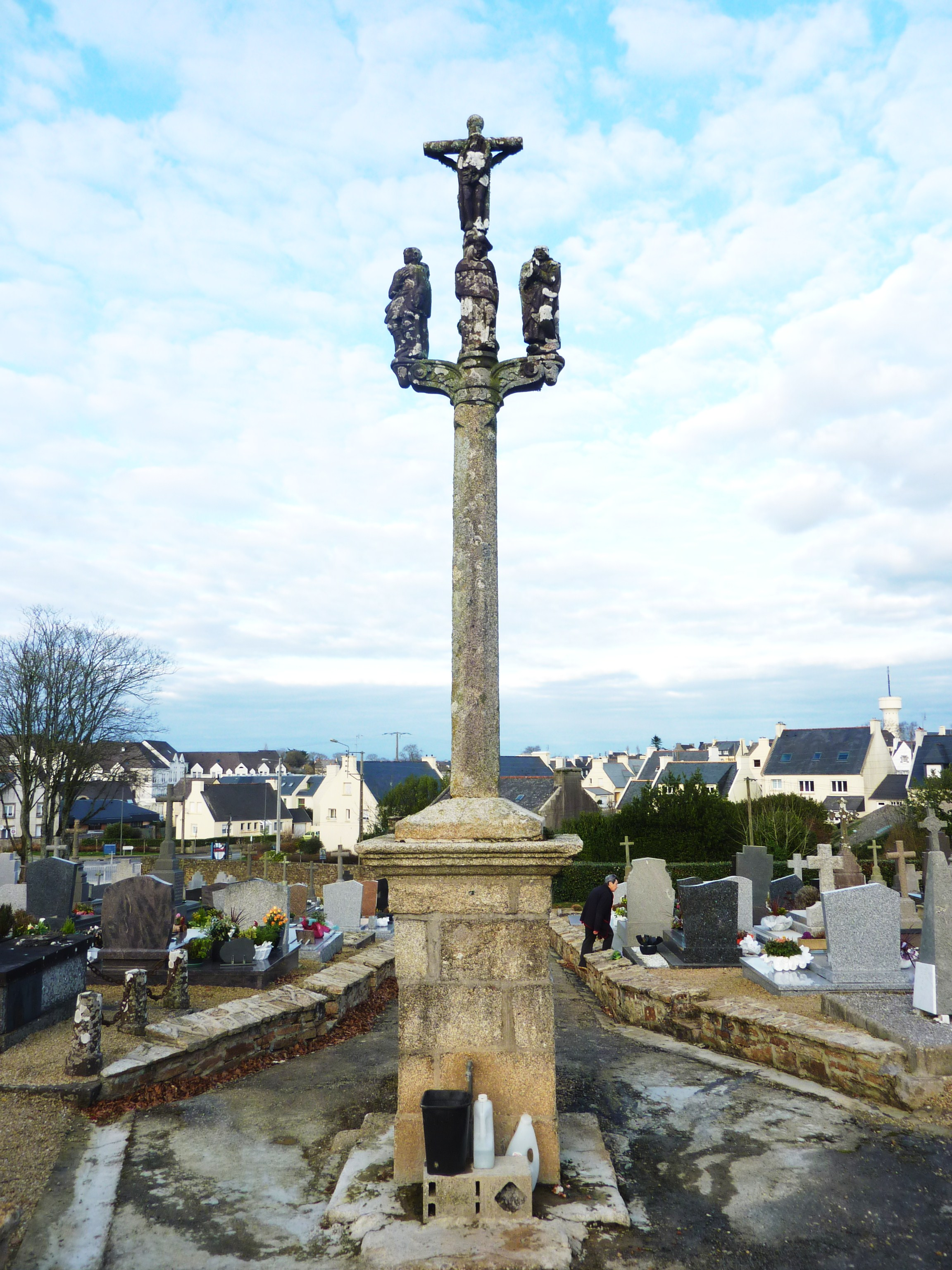
Bourg-Blanc : le calvaire du cimetière.
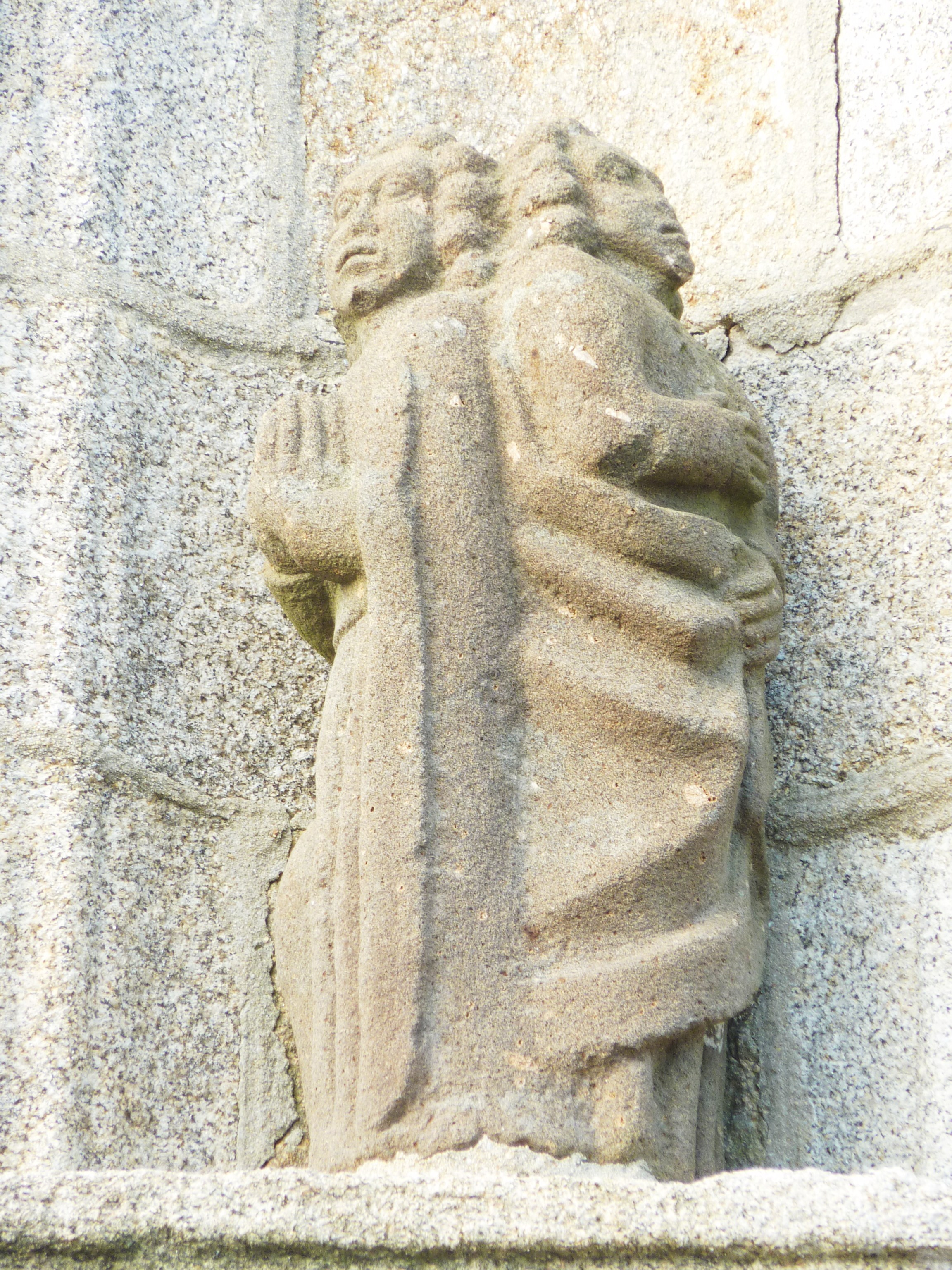
Statue géminée près de l'église paroissiale.

### Personnalités célèbres liées à la commune

Le blason d'Olivier de Coëtivy.

- La famille de Coëtivy, qui trouve son origine dans le manoir de Coëtivy, situé alors dans la paroisse de Plouvien, mais désormais dans la commune de Bourg-Blanc. Sa devise était Bepret en breton (toujours).
- Jean de Langoueznou, né au château du Breignou, paroisse de Plouvien (désormais commune de Bourg-Blanc), abbé de l'abbaye de Landévennec en 1350, fut le narrateur du récit semi-légendaire du lys de Salaün, le pauvre fou du bois du Folgoët :

« Je, Jean de Langoueznou, abbé dudit lieu de Landévennec, ay esté présent au miracle cy-dessus (le lys sortant par la bouche de Salaün, dans le tombeau), l'ay vue, ouy et l'ay mis par escrit, à  l'honneur de Dieu et de la benoiste Vierge Marie, et afin que je puisse mériter d'avoir une place de repos éternel, avec le simple et pauvre innocent, j'ay composé un cantique en latin pour les trépassés, auquel il y a six fois O Maria ! O Maria !, lequel est encore aujourd'hui solennellement chanté en très grande dévotion, en notre royal moustier [monastère] et par tous les prieurés qui en dépendent. »

- La famille Thépault (seigneurs de Leinquelvez et de Kervolongar, paroisse de Garlan, de Treffalégan, paroisse de Lanhouarneau et châtelains du Breignou, paroisse de Plouvien (désormais commune de Bourg-Blanc), etc.) :
  - Hervé-Nicolas Thépault du Breignou, évêque de Saint-Brieuc de 1745 à 1766, oncle de :
    - Joseph-Yves Thépault, chevalier, comte de Breignou, chevalier de l'ordre de Saint-Louis, marié avec Anne-Jeanne de Talhouët de Brignac, parents de :
      - Hervé-Jean-Gouesnou Thépault, né le 30 janvier 1745 au château de Breignou, paroisse de Plouvien (désormais commune de Bourg-Blanc), baptisé le 6 juin 1746 en l'église tréviale de Bourg-Blanc, est au service du roi dans la première compagnie des mousquetaires entre le 5 mars 1763 et le 30 mars 1772. Le 11 mars 1775, il épouse Henriette-Clotilde Baulde de Saint-Père. En 1778, il est commissaire-inspecteur pour les haras du Bas-Léon. Pendant la Révolution française, il fait partie de l'expédition de Quiberon et fut fusillé le 9 thermidor an III (28 juillet 1795)[80].
- La famille de Riverieux (habitait le manoir du Breignou) :
  - Armand de Riverieux fut maire de Bourg-Blanc de 1886 à 1912.
    - Georges de Riverieux, fils du précédent, fut maire de Bourg-Blanc de 1919 à 1929.
- La famille de Kergariou (habitait le manoir du Breignou à partir de 1926) :
  - Alain de Kergariou fut maire de Bourg-Blanc.
    - Bertrand de Kergariou, fils du précédent, fut maire de Bourg-Blanc.
    - Caroline de Kergariou (1959-2019), auteure, scénariste et dramaturge.
- François Falc'hun (né en 1909 à Bourg-Blanc, décédé en 1991), linguiste et phonéticien de la langue bretonne.
- Six personnes nées à Bourg-Blanc ont été chevaliers de la Légion d'honneur : Joseph Copi (né le 23 avril 1842), Marc Lannuzel (né le 25 avril 1828), Jean-Marie Traon (né le 8 juillet 1883), Alexis Traon (né le 15 mai 1922), Guillaume Marie Lescop (né le 23 janvier 1871) et Jean Coat (né le 30 avril 1900) pour faits de résistance, tous étaient des militaires[81].
- Laurent Ségalen (né en 1954 à Bourg-Blanc, y résidant), auteur de romans policiers dont l'intrigue se situe dans le Finistère.

### Espace muséographique
L'espace photo-cinéma :
C'est à Yves Simon, un Blanc-Bourgeois passionné, que l'on doit une collection d'appareils photos et de quelques caméras de cinéma exposée dans la galerie de la médiathèque. Recueillis depuis une quarantaine d'années, plus d'un millier d'appareils[réf. nécessaire] témoignent de l'évolution de la photographie. Une partie de cette collection est visible aux heures d'ouverture de la médiathèque.

### École de pêche
Les deux étangs de Bourg-Blanc sont particulièrement adaptés à la pêche en famille au « blanc » ou la truite : aires de pique-nique et de jeux aménagées à cette intention. L'aménagement récent d'un ponton rend désormais les berges accessibles aux pêcheurs handicapés.
Implantée sur le site, l'école de pêche peut proposer des stages de découverte ou de perfectionnement en période de vacances.

### Culture, enseignement, langue bretonne
- L'adhésion à la charte Ya d'ar brezhoneg label 2 a été votée par le conseil municipal le 8 juillet 2010.
- La commune possède deux écoles primaires :
  - l'école primaire publique du bourg ;
  - l'école primaire privée Saint-Yves-Notre-Dame.
- L'Écho Blanc-Bourgeois est le nom de la revue municipale d'information[82].

### Héraldique
| Blason de Bourg-Blanc | Le blason de Bourg-Blanc. D'or à une fasce de sable ondée en pointe, chargée d'un dragon d'argent. Ornements extérieurs : accompagné de la devise bretonne Vourc'h ven dinam atao (Bourg-Blanc toujours sans tache) sur une banderole d'or ; l'écu sommé d'une grande moucheture d'hermine de sable accompagnée d'une macle d'or à dextre et d'une croisette aussi d'or à senestre ; soutenu de deux truites adossées en chevron renversé d'argent issant d'une mer de sinople, le tout posé sur le manteau de la Vierge Marie d'azur à l'orle d'or, doublé d'argent. Le dragon rappelle la légende du dragon de Prat-ar-Zarp qui terrorisait les habitants en crachant du feu. Ses maléfices furent réduits à néant par l'intervention salutaire de saint Urfold. Les poissons (2 truites) rappellent que Bourg-Blanc est sillonnée par des rivières très poissonneuses en particulier l'aber Benouhic qui traverse l'agglomération. Conseil municipal du 6 décembre 1976. Arrêté préfectoral du 24 août 1977. |